# Taurasi
Taurasi község (comune) Olaszország Campania régiójában, Avellino megyében.

## Fekvése
A megye északkeleti részén fekszik. Határai: Lapio, Luogosano, Mirabella Eclano, Montemiletto, Sant’Angelo all’Esca és Torre Le Nocelle.

## Története
A település alapítására vonatkozóan nincsenek pontos adatok. Várát a longobárd időkben (8-9. század) építették, de a régészeti leletek tanúsága szerint története az ókorra nyúlik vissza, s valószínűleg a szamniszok alapították. A következő századokban nemesi birtok volt. A 19. században nyerte el önállóságát, amikor a Nápolyi Királyságban felszámolták a feudalizmust.

## Népessége
A népesség számának alakulása:

## Főbb látnivalói
- Madonna dell’Immacolata Concezione-templom
- SS. Rosario-templom
- San Marciano vescovo-templom